# Anales del instituto de Biología de la Universidad Nacional de México
Anales del instituto de Biología de la Universidad Nacional de México (abreviado Anales Inst. Biol. Univ. Nac. México) fue una revista ilustrada con descripciones botánicas que fue editada por la Universidad Nacional de México. Fueron publicados 36 volúmenes entre los años 1930-1966. Fue sucedida en el año 1967 por Anales del Instituto de Biología de la Universidad Nacional Autónoma de México.